# Rosoman
Rosoman (makedonska: Росоман) är en ort i Nordmakedonien.   Den är huvudort i kommunen med samma namn, i den centrala delen av landet, 70 kilometer sydost om huvudstaden Skopje. Rosoman ligger 143 meter över havet och antalet invånare är 4 106.